# Карапетис, Алекс
Алекс Карапетис (англ. Alex Carapetis; род. 1982) — профессиональный барабанщик; играет на ударных с одиннадцати лет. После того, как на протяжении года он изучал джаз в Консерватории Аделаиды, в 2000 году, он переехал в Сидней, чтобы делать карьеру музыканта. В 2004 и 2005 году Алекс гастролировал с Джимми Барнсом по Австралии и Новой Зеландии. В 2005 году он выступал с Дельтой Гудрем в Visualise Tour. Он также работал с такими музыкантами и группами, как Иэн Мосс, Diesel, Натан Кавалери и Teenager (Ник Литтлмор из PNAU).
В октябре 2005 года Трент Резнор пригласил Алекса в Nine Inch Nails, поскольку у тогдашнего барабанщика группы, Джерома Диллона, возникли проблемы со здоровьем, и концерты оказались под угрозой срыва. Его участие в Nine Inch Nails стало неожиданностью для многих фанатов, ведь тогда он не был широко известен и до этого не выступал с NIN. На шоу KROQ Acoustic Christmas в декабре 2005 года Алекса заменил Джош Фриз. Несмотря на то, что Алекс выступал с группой на концертах оставшейся части тура по США и нескольких концертах в Южной Америке, он отказался от дальнейшей работы в NIN, поскольку знал, что Фриз был больше заинтересован в этом месте.
Алекс принимал участие в таких проектах, как сольный тур Джулиана Касабланкаса, снялся в эпизоде фильма «Новые приключения старой Кристин», выступал с Crash Hot, Vicky Cryer и совсем недавно с The Dead Daisies.